# Clifton Waugh
Clifton Waugh (10 settembre 1972) è un ex calciatore giamaicano, di ruolo difensore.

## Carriera

### Club
Ha giocato nel campionato giamaicano e statunitense.

### Nazionale
Con la maglia della Nazionale ha esordito nel 1998 e collezionato 18 presenze sino al 2000.